# 23rd Street (PATH station)
23rd Street er en PATH station, der åbnede den 15. juni 1908, og den ligger på 23rd Street og Sixth Avenue (Avenue of the Americas), i det nordlige af Manhattans Chelsea-kvarter.
Denne PATH station har side perroner, men passengere skal gå et niveau ned, gå gennem en fodgængertunnel, og så gå op til en anden trappe der fører til New York City Subway mezzaninen. PATH-billettælleapparaterne ligger i fodgængertunnelen, som er under IND Sixth Avenue Line sporene.
Det er muligt at skifte til New York City Subway F og V tog på IND Sixth Avenue Line ved 23rd Street.

## Nærliggende attraktioner
- Flatiron Building
- Madison Square Park
- New York Life Insurance Building

## Eksterne links
- http://www.panynj.gov/CommutingTravel/path/html/23rd.html Arkiveret 3. juli 2009 hos  Wayback Machine

| Foregående station            |  | PATH                  |  | Efterfølgende station  |
| ----------------------------- |  | --------------------- |  | ---------------------- |
|                               |  | Normal betjening      |  |                        |
| 14th Streetmod Hoboken        |  | HOB–33                |  | 33rd StreetEndestation |
| 14th Streetmod Journal Square |  | JSQ–33                |  | 33rd StreetEndestation |
|                               |  | Nat, weekend og ferie |  |                        |
| 14th Streetmod Journal Square |  | JSQ–33 (via HOB)      |  | 33rd StreetEndestation |